# Janela de Baade

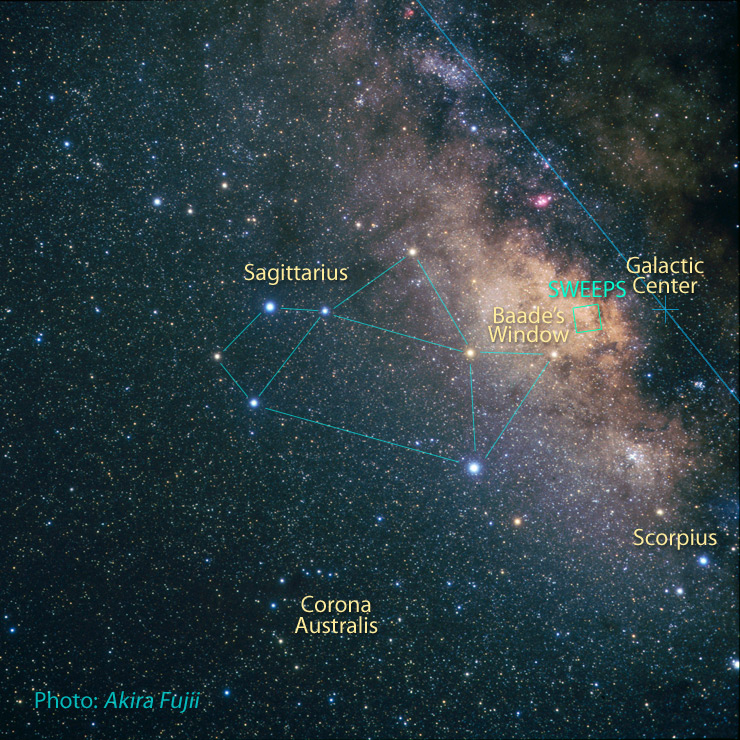
Janela de Baade na Via Láctea

A Janela de Baade é uma área do céu com quantidades relativamente baixas de poeira interestelar ao longo da linha de visão da Terra. Essa área é considerada uma "janela" observacional, pois o Centro Galáctico da Via Láctea, normalmente obscurecido, é visível nessa direção. Ela leva o nome do astrônomo Walter Baade, que primeiro reconheceu a sua importância. Esta área corresponde a uma das partes visíveis mais brilhantes da Via Láctea. 

## História
Walter Baade observou as estrelas desta área na década de1940, usando o telescópio Hooker de 100 polegadas (2,5 m) do Observatório Monte Wilson na Califórnia, enquanto procurava pelo centro da Via Láctea. Até aquela época, a estrutura e a localização do centro da galáxia não eram conhecidos com certeza.

## Importância
A Janela de Baade é freqüentemente usada para estudar as distantes estrelas do bojo central pelos comprimentos de onda de luz visível ou quase visível. Informações importantes sobre a geometria interna da Via Láctea ainda estão sendo refinadas pelas medições feitas nessa janela. Ela fica na direção da constelação de Sagitário. É sabido agora que a janela está ligeiramente "ao sul" da protuberância principal do centro da galáxia. A janela é de contorno irregular e estende-se por cerca de 1 grau do céu. Está centralizada no aglomerado globular NGC 6522.
A Janela de Baade é a maior das seis áreas através das quais as estrelas do bojo central são visíveis. 
O experimento OGLE e outros programas de observação detectaram com sucesso planetas extra-solares orbitando em torno de estrelas do bojo central desta área pelo método de microlente gravitacional. 
As estrelas observadas na Janela de Baade podem ser chamadas de estrelas BW, assim como as estrelas gigantes podem ser chamadas gigantes BW. 